# الوسان، کوتاباتو
الوسان، کوتاباتو (به لاتین: Aleosan, Cotabato) یک سکونتگاه مسکونی در فیلیپین است که در کوتاباتو واقع شده‌است.

## خصوصیات
الوسان ۲۴۴٫۵۰ کیلومترمربع مساحت و ۳۵٬۷۴۶ نفر جمعیت دارد و ۴۰ متر بالاتر از سطح دریا واقع شده‌است.